# Koczkodanowce
Koczkodanowce, małpy wąskonose zwierzokształtne, małpy Starego Świata, makakokształtne (Cercopithecoidea) – nadrodzina małp wąskonosych z infrarzędu małpokształtnych (Simiiformes) w obrębie podrzędu wyższych naczelnych (Haplorhini) blisko spokrewniona z małpami człekokształtnymi, z którymi zaliczana jest do małp wąskonosych (Catarrhini). Zwierzokształtne małpy wąskonose różnią się zewnętrznie od człekokształtnych obecnością ogona i wydłużonym pyskiem. Zamieszkują Afrykę, Płw. Arabski i pd.-wsch. Azję.

## Klasyfikacja
Do nadrodziny makakokształtnych należy jedna rodzina obejmująca kilkadziesiąt gatunków współcześnie żyjących:
- Cercopithecidae J.E. Gray, 1821 – koczkodanowate

Opisano również rodzinę wymarłą:
- Victoriapithecidae Koenigswald, 1969

Rodzaje wymarłe nie sklasyfikowane w żadnej z powyższych rodzin:
- Alophe Rasmussen, Friscia, Gutierrez, Kappelman, E.R. Miller, Muteti, Reynoso, Rossie, Spell, Tabor, Gierlowski-Kordesch, Jacobs, Kyongo, Macharwas & Muchemi, 2019[12] – jedynym przedstawicielem był Alophe metios (Rasmussen, Friscia, Gutierrez, Kappelman, Miller, Muteti, Reynoso, Rossie, Spell, Tabor, Gierlowski-Kordesch, Jacobs, Kyongo, Macharwas & Muchemi, 2019)
- Nsungwepithecus Stevens, Seiffert, O’Connor, E.M. Roberts, Schmitz, Krause, Gorscak, Ngasala, Hieronymus & Temu, 2013[13] – jedynym przedstawicielem był Nsungwepithecus gunnelli Stevens, Seiffert, O'Connor, Roberts, Schmitz, Krause, Gorscak, Ngasala, Hieronymus & Temu, 2013.